# Vetrificazione dei forti

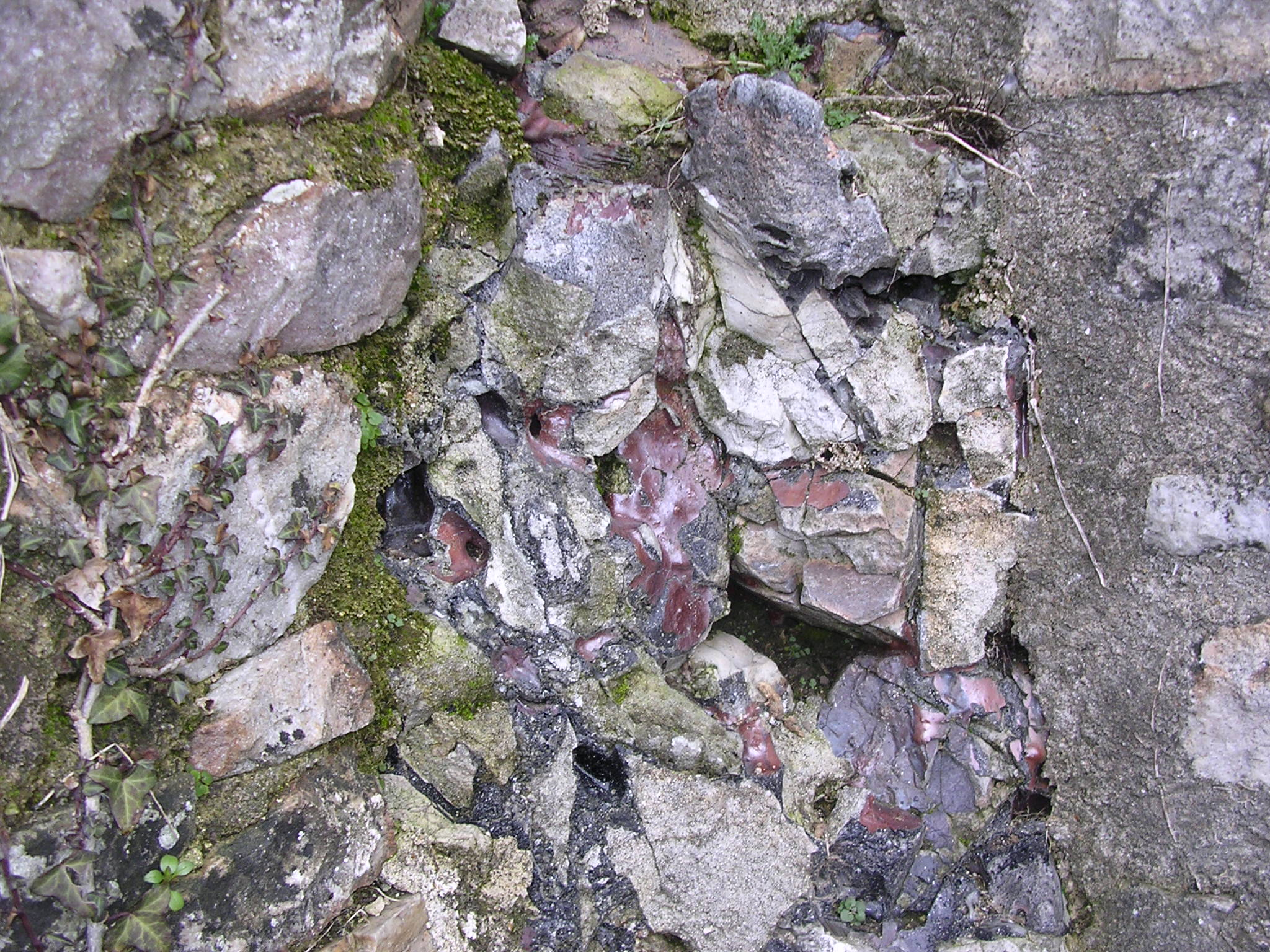
Residui di muro vetrificato in Francia (Sainte-Suzanne, nella Mayenne)

La vetrificazione dei forti è un processo chimico-fisico indotto dall'alta temperatura a cui, in epoca  preistorica, venivano esposti i muri in pietra delle fortificazioni sommitali europee, secondo un'usanza che si colloca nell'età del ferro nord-europea. 

## Ricerca scientifica
Il fenomeno fu descritto per la prima volta nel 1777 da John Williams, uno dei primi geologi britannici, in base all'evidenza osservabile di grandi residui di roccia vetrificata, colata come dopo un raffreddamento, ma le questioni sollevate da questa osservazione sono oggetto di dibattito e di controversie e rimangono ancora in buona parte inspiegate e aperte alla discussione scientifica. Gli studiosi, ad esempio, concordano sul fatto che la vetrificazione dovette avvenire mediante esposizione a un'intensa fonte di calore già in età preistorica e non in un'epoca successiva, ma rimangono insolute e dibattute le domande sul perché le mura fortificate venissero sottoposte a una "vetrificazione" e sul come questo avvenisse.
In particolare, non è chiaro come venisse prodotta l'esposizione all'alta temperatura necessaria a determinare la parziale o totale fusione dell'opera muraria, paragonabile a quella rinvenibile in un vulcano, i cui effetti si conservano nell'aspetto esteriore di vetro colato e solidificato per raffreddamento: più nello specifico, si è appurato che dovrebbe parlarsi di "alte temperature", al plurale, vista la natura mutevole delle rocce usate, di volta in volta, nella costruzione dei forte (in genere di provenienza locale), da cui conseguivano variazioni anche notevoli nelle temperature da raggiungere, nell'ordine di uno o due centinaia di gradi centigradi. 

## Diffusione
Il fenomeno delle rocce vetrificate occorre in molti luoghi d'Europa ma la regione in cui doveva essere più diffuso, e nella quale sopravvivono gli esempi più noti è la Scozia, la prima regione d'Europa in cui tali resti archeologici furono rinvenuti. 
Riguardo alla natura delle rocce, si trattava, a seconda della disponibilità locale, di rocce metamorfiche, rocce ignee, o rocce sedimentarie.